# Vera Rudi
Vera Rudi (* 28. September 1993 in Oslo) ist eine norwegische Schauspielerin und Pianistin.

## Leben
Rudi spielt seit ihrer Kindheit Klavier und gewann 2007 den 3. Platz in der Jugendmusikmeisterschaft und den 1. Platz in der Osloer Qualifikation. Von 2009 bis 2012 besuchte sie die Foss-Sekundarstufe II in Oslo.
Sie debütierte 2002 in dem Film Tyven, tyven als Schauspielerin und wirkte Jahre später in den Fernsehserien Sejer – Svarte sekunder und Kodenavn Hunter in mehreren Episoden mit. Größere Rollen hatte sie 2012 in Die Legende vom Weihnachtsstern und 2013 in Drachenkrieger – Das Geheimnis der Wikinger, die auch international beachtet wurden. 2015 war sie in einer Episode der Fernsehserie Occupied – Die Besatzung zu sehen.

## Filmografie
- 2002: Tyven, tyven
- 2006: Sejer – Svarte sekunder (Fernseh-Miniserie, 3 Episoden)
- 2007: Kodenavn Hunter (Fernseh-Miniserie, 5 Episoden)
- 2012: Kompani Orheim
- 2012: Die Legende vom Weihnachtsstern (Reisen til julestjernen)
- 2013: Drachenkrieger – Das Geheimnis der Wikinger (Gåten Ragnarok)
- 2014: Det tredje øyet (Fernsehserie, Episode 1x04)
- 2015: Occupied – Die Besatzung (Okkupert) (Fernsehserie, Episode 1x04)